# Roca de la Dona
La Roca de la Dona és una muntanya de 1.344 metres que es troba al municipi de la Ribera d'Urgellet, a la comarca de l'Alt Urgell.